# Златарови
Златарови (Златареви) е български род от времето на Българското възраждане в Македония. По произход са от Кукуш, по-късно се преместват в Солун.

## История
Около средата на XIX век, по време на икономическия подем и борбата на населението на Кукуш против гръцкото духовенство, за църковнослужение и просвета на български език, Георги Тено Златар (Златаров) е един от градските първенци. Когато по време на учителстването си в Кукуш Димитър Миладинов предлага в града да се създаде централна славянска гимназия и пише писмо до руския император с молба да се разреши събиране на помощи в Русия за тази цел, кукушани предлагат в Русия да отидат архимандрит Климент, Константин Т. Дупков и Георги Тено Златаров. Георги Тенов Златаров е сред дарителите за създаване на читалище в Кукуш през 1869 година; в същия списък фигурират и имената на Георги Т. Златарев, Христо Т. Златаров и Янак Дим. Златаров.
Братята Христо Георгиев Златаров и Димитър Георгиев Златаров са сред градските първенци. Те са едни от крупните търговци на прежди и платна – манифактурно производство, много силно развито в кукушкия край, като продукцията е продавана от търговците платнари надалеч, в Западна Македония, Албания, Босна и Херцеговина. Кузман Шапкарев пише, че по времето, когато е учителствувал в Струга, братята Златареви често са посещавали района, и нарежда Христо Г. Златаров редом до Нако Станишев по познаване на тези земи и тамошните хора. Имайки лични впечатления от Кузман Шапкарев и работата му в стружкото училище, братята Златарови препоръчват на кукушани да го поканят за учител („на вращанието си в Кукуш възхвалявали и може би превишавали пред съгражданите си трудолюбието и успехите ми в стружкото училище“). Димитър Миладинов също го препоръчва и кукушани правят това в 1864 година, повтаряйки три пъти поканата си, докато Кузман Шапкарев приема.
По-късно братята Златарови се преместват в Солун. Те първи от солунските търговци започват да внасят от чужбина европейски стоки и да конкурират гърците и евреите. Установяват обширни стопански връзки с Манчестър и изобщо с Англия и с Франция. Внасят памучни платове и прежди.
През 80-те години сестрите Златарови учат в новооткритата Солунска българска девическа гимназия; Мария Златарова завършва с випуск III, 1889 година, през учебната 1892/1893 година е учителка в Кукуш. В края на XIX век Христо Златаров и Димитър Златаров са сред най-богатите търговци в този град – през 1897 година Атанас Шопов прави проучване за най-заможните българи в града и техните имена са в списъка на осемте български търговци с капитал между 1000 и 30 000 турски лири. През годините имената им се споменават като дарители: за превръщането на българския параклис „Св. Кирил и Методий“ в църква, през 1881 Христо Златаров дарява 300 зл. гр. В началото на XX век братя Златарови са дарители на Фонд „Милосърдие“ на Евтим Спространов.
Христо Златаров, по данни от 1907 година, има синове Янак (роден в 1865 година, по това време търговец в Америка), Георги (роден 1870, семеен с дъщеря Екатерина), Димитър (роден 1878, студент), Никола (роден 1887, търговец).